# Ban Pa Koi
Ban Pa Koi (Thai: บ้านป่าก๋อย) is een plaats in de tambon Ban Dai in de provincie Chiang Rai. De plaats telde in 2009 in totaal 512 inwoners, waarvan 235 mannen en 277 vrouwen. Ban Pa Koi telde destijds 215 huishoudens.
In de plaats bevindt zich één boeddhistische tempel, de "Wat Chai Sathan Ban Pa Koi".